# Rolf Schafstall
Rudolf Schafstall, detto Rolf (Duisburg, 22 febbraio 1937 – Krefeld, 30 gennaio 2018) è stato un allenatore di calcio e calciatore tedesco, di ruolo centrocampista.